# Igarapé Grande
Igarapé Grande é um município do estado do Maranhão, no Brasil. Sua população estimada em 2015 era de 11 628 habitantes.
O município é detentor de um dos maiores rebanhos da região central do Maranhão e, consequentemente, um importante polo leiteiro do Estado. É, ainda, o município mais central da Região de Planejamento do Médio Mearim, posição estratégica que coloca o município a frente de investimentos do Governo do Estado na região principalmente na área da pecuária e laticínios.

## Topônimo
"Igarapé" é um termo de origem tupi que significa "caminho de canoas", através da junção de ygara (canoa) e apé (caminho). Os famosos igarapés.

## História
Segundo monografia existente na delegacia do IBGE, em São Luís, a história de Igarapé Grande remonta ao ano de 1904, quando dois caçadores, naturais do Piauí e do Ceará, ali decidiram construir moradias e fazer roças, depois de constatar que o lugar oferecia caça em abundância. A despeito, porém, das excepcionais condições de subsistência oferecidas pela região, o povoado por eles iniciado, já com sua atual denominação, cresceu lentamente.
Somente a partir de 1950, com o desenvolvimento da agropecuária e do extrativismo vegetal, viria a ingressar no ciclo econômico que atraiu novos habitantes, disso resultando o aumento da população local e as ideias de emancipação iniciadas por João Soares e Silva e levadas a termo por Manuel Matias da Paz, seu primeiro prefeito. Igarapé Grande foi elevado à categoria de município pela Lei 2 184, de 30 de dezembro de 1961.
Igarapé Grande foi emancipada do município de Pedreiras no ano de 1961, graças à atuação do comerciante e político Manuel Matias da Paz, que acabou sendo eleito como 1º prefeito da cidade. Foi elevada à categoria de município pela Lei 2 184, de 30 de dezembro de 1961.
A história política do município está diretamente ligada a família Matias comandada pelo patriarca Manuel Matias da Paz, falecido no ano de 1975, deixando seu legado a cargo de sua esposa, Francisca Costa Matias da Paz, que foi eleita, por três vezes, prefeita, vindo a falecer no ano de 1993, em função de um acidente automobilístico.[carece de fontes?]
Desde então, o poder político vem sendo ocupado por vários grupos que disputam a prefeitura.
O prefeito em 2007 era Edvaldo Lopes Galvão Breado. Em 2008, foi eleito o candidato Geames Macedo, do PDT. Em segundo lugar, ficou o candidato que supostamente sofreu um atentado, Marcos Silva de Moraes, do PV.
A partir de 2022, a cidade ganhou notoriedade em notícias por conta de investigações relativas ao Orçamento secreto, especialmente no âmbito da Operação Quebra Ossos.

## Política

### Operação Quebra Ossos e Orçamento Secreto
Em 2022, com o início das investigações do Orçamento secreto, as primeiras prisões relacionadas a desvios ocorreram em outubro de 2022.
Os irmãos Roberto e Renato Rodrigues de Lima foram presos pela Polícia Federal suspeitos de fraudar o Sistema Único de Saúde (SUS). A Operação Quebra Ossos identificou um número elevado de atendimentos médicos alegadamente feitos na cidade de Igarapé Grande. O número de consultas médicas no município subiu de 123 mil por ano em 2018 para 761 mil em 2019, após a recepção de verbas do orçamento secreto. Em 2020, a cidade informou ter realizado 12,7 mil radiografias de dedo, superando o número de habitantes da cidade (11,5 mil). O município registrou uma média de dezenove extrações dentárias por habitante.
A suspeita é que os dados informados na planilha enviada ao SUS pela cidade tenham sido falsificados para desviar verbas públicas. Os documentos de liberação da verba indicam que Roberto Rodrigues de Lima, um dos presos na operação, foi o responsável pela solicitação do montante na condição de "usuário externo"; dessa forma, o nome do parlamentar responsável pela liberação permanece oculto.
Em julho de 2024, o plenário do Tribunal de Contas da União (TCU) seguiu o entendimento da área técnica da Corte, que apontou supostas irregularidades no repasse de recursos federais ao município, e determinou que Ministério da Saúde verificasse indícios de fraudes. O Ministro Vital do Rêgo, determinou no voto que o Ministério da Saúde encaminharia um plano de ação ao TCU contendo as ações a serem adotadas, os responsáveis por cada ação e os prazos para implementação quanto às medidas necessárias à mitigação dos riscos de fraudes.